# Estibaliz (Alava)
Pour les articles homonymes, voir Estibaliz.
Estibaliz est un village ou commune faisant partie de la municipalité de Vitoria-Gasteiz dans la province d'Alava dans la Communauté autonome basque (Espagne).